# Benzo(a)fluoren
Titlul corect al articolului este Benzo[a]fluoren. Forma corectă nu apare din cauza unor restricții tehnice.
Benzo[a]fluorenul (nume IUPAC: 11H-Benzo[a]fluoren) este o hidrocarbură aromatică policiclică cu formula chimică C17H12. Este considerat ca fiind cancerigen de gradul 3 de către IARC. 